# Teodor Mołłow
Teodor Mołłow, bułg. Теодор Моллов (ur. 18 czerwca 1948 w Ruse) – bułgarski trener koszykarski.
2 września 2015 został trenerem kadry Polski kobiet - funkcję tę sprawował 2 lata, do września 2017.

## Osiągnięcia
Drużynowe
- 2-krotny brązowy medalista mistrzostw Polski (1996, 1999)
- Finalista Pucharu Polski (1997)

Indywidualne
- Trener podczas spotkań gwiazd PLK (1996, 1999)